# LP 655-48
LP 655-48 is een rode dwerg met een spectraalklasse van M7.5Ve. De ster bevindt zich 31,79 lichtjaar van de zon.